# El Montoso
El Montoso är en ort i Mexiko.   Den ligger i kommunen Tepalcatepec och delstaten Michoacán de Ocampo, i den södra delen av landet, 400 km väster om huvudstaden Mexico City. El Montoso ligger 270 meter över havet och antalet invånare är 166.
Terrängen runt El Montoso är platt åt nordväst, men åt sydost är den kuperad. Runt El Montoso är det glesbefolkat, med 13 invånare per kvadratkilometer. Närmaste större samhälle är Felipe Carrillo Puerto, 13,1 km norr om El Montoso. I omgivningarna runt El Montoso växer huvudsakligen savannskog.